# Vinsobres
Vinsobres este o comună în departamentul Drôme din sud-estul Franței. În 2009 avea o populație de 1.109 de locuitori.

## Evoluția populației
| An        | 1975 | 1982 | 1990  | 1999  | 2006  | 2009  |
| --------- | ---- | ---- | ----- | ----- | ----- | ----- |
| Populație | 807  | 911  | 1.062 | 1.089 | 1.070 | 1.109 |